# 北焦南黄
南焦北黄中的“焦”指焦菊隐，“黄”指黄佐临。二人同为中华人民共和国成立后的话剧和电影方面的艺术家。
焦菊隐出生在北京，是戏剧导演，后来的工作单位是北京人民艺术剧院。黄佐临祖籍广东，主要活动范围在上海。黄佐临导演过话剧和电影，也是著名的戏剧理论家。
二人都主张中国戏剧应该有自己的特色。焦菊隐将斯坦尼斯拉夫斯基的表演体系和中国传统戏曲相结合，形成了自己的导演特色。而黄佐临提出过著名的“写意戏剧观”，主张艺术应该“绝似而又绝不似”。